# تشارلز أ. ولفيرتون
تشارلز أ. ولفيرتون هو محامي وسياسي أمريكي، ولد في 24 أكتوبر 1880 في كامدن في الولايات المتحدة، وتوفي بنفس المكان في 16 مايو 1969. نشط حزبياً في الحزب الجمهوري.

## مناصب
- انتخب محامي (1918 – 1923).
- انتخب مسؤول (1917 – 1919).
- انتخب Attorney General of New Jersey [الإنجليزية]‏ (1913 – 1914).
- انتخب محامي (1906 – 1913).
- انتخب عضو جمعية نيوجيرسي العامة ‏ (1915 – 1918).
- انتخب عضو مجلس النواب الأمريكي.